# Viștea
Viștea (węg. Magyarvista) – wieś w Rumunii, w okręgu Kluż, w gminie Gârbău. W 2011 roku liczyła 781 mieszkańców.